# Ralf Rangnick
Ralf Rangnick   (Backnang, 29 de juny de 1958) és un exfutbolista i entrenador de futbol alemany. Actualment dirigeix la selecció de futbol d'Àustria. Com a futbolista, jugava com a migcampista.
Va ser director esportiu dels equips de la multinacional Red Bull GmbH a Europa, específicament el RB Leipzig i Red Bull Salzburg.

## Biografia
Ralf Rangnick va començar la seva carrera futbolística jugant a les categories inferiors del VfB Stuttgart però no va poder debutar a la màxima categoria alemanya. Per poder mostrar el seu talent va marxar a diferents clubs humils, fins i tot va marxar a Anglaterra per jugar al Southwick F.C, un equip amateur.
La seva primera experiència com a entrenador va ser a l'etapa juvenil amb el SSV Ulm 1846 a la dècada de 1980.
Al cap de l'any passa a ser jugador/entrenador en el club de la ciutat natal, el Viktoria Backnang. Al no triomfar com a jugador va penjar les botes als 26 anys i va debutar com a entrenador professional al SC Korb durant dues temporades l'any 1988 en el segon equip, on es va iniciar com a jugador.
Rangnick va continuar al VfB Stuttgart, compaginant el càrrec de l'equip amateur i del dels juvenils, a inicis de la dècada de 1990, abans fitxar pel SSV Reutlingen de la Regionalliga Sud el 1995. Va portar el club al 4t lloc en la primera temporada, i van començar la següent campanya d'una manera brillant, amb el club en llocs de promoció d'ascens per Nadal. Rangnick no va finalitzar la temporada amb l'equip perquè va fitxar pel seu antic equip, el SSV Ulm 1846 al gener de 1997.
El SSV Ulm 1846 també jugava a la Regionalliga Sud, i, encara que Rangnick només pot acabar, en 6è lloc, al final de la temporada 1996/97, l'any següent va guanyar la lliga. Rangnick va aconseguir que el club s'adaptés bé a la 2. Bundesliga i el SSV Ulm 1846 va lluitar per obtenir la promoció d'ascens a la Bundesliga.

## Arribada al VfB Stuttgart
Durant el mercat d'hivern va firmar un acord per formar part del cos tècnic al VfB Stuttgart, es va incorporar a falta de 5 jornades per acabar la lliga.
El primer partit és a casa el 4 de maig del 1999, amb una derrota contra el Bayern de Múnic per 0-2.
La seva primera temporada va ser el 1999 i va acabar vuitè en la classificació.
Però la temporada següent va ser molt més dura. Tot i assolir les semifinals de la DFB Pokal 2000/01 i la primera ronda de la Copa de la UEFA. La trajectòria a la lliga va ser mediocre i va arribar a llocs de descens a mitjans de temporada. Després de ser derrotat pel Celta de Vigo a competicions europees, el VfB Stuttgart va destituir Rangnick del cos tècnic el febrer de 2001.

## Hannover 96
La següent temporada Rangnick es va fer càrrec del Hannover 96 de la 2. Bundesliga el 23 de maig del 2001.
El seu primer partit va ser un empat 1-1 contra Unió Berlín el 30 de juliol del 2001. La seva primera temporada va ser tot un èxit, pel fet que van tornar a ascendir a la Bundesliga després d'una absència de tretze anys. La seva primera temporada a la categoria més alta va consolidar-se amb un 11è lloc, però, com la seva forma va caure en picat a la segona meitat de la temporada 2003-04, Rangnick va ser acomiadat després d'una derrota 0-1 contra el Borussia Mönchengladbach el març del 2004. El Hannover ocupava el lloc 15 en el moment del seu acomiadament. Ragnick va acabar amb un rècord de 38 victòries, 22 empats i 29 derrotes.

## FC Schalke 04
Després de ser substituït Jupp Heynckes a les poca setmanes és anunciat Rangnick com nou entrenador del Schalke per la temporada 2004/05, després de no sé escollit com a seleccionador alemany, càrrec que va ser per Joachim Löw.
Rangnick va poder tornà a disputar una competició europea, ja que el club va classificar per la Copa de la UEFA, però van ser eliminats per l'equip ucraïnès Xakhtar Donetsk. A la DFB-Pokal va obtenir més èxit, ja que Rangnick va portar a l'equip a la final, on va caure eliminat pel Bayern de Múnic per un total de 2-1, el Bayern va ser campió d'aquella Bundesliga deixant el Schalke com subcampió de la competició.
La següent temporada va començar bé després emportar-se el títol de la ligapokal per un total d'1-0 contra el seu antic club VfB Stuttgart. Després d'acabar segon la temporada passada el Schalke disputa la 2005/2006 UEFA Champions League la primera vegada que Ragnick estava en la prestigiosa competició europea, no va tindre molt èxit, ja que van caure a fase de grups i a 10 punts del primer posicionat a la Bundesliga. Abans de començar les vacances d'hivern Ragnick és acomiadat.
El 2011 Rangnick torna al Schalke al març després de la marxa de Felix Magath i va aconseguir treure l'equip fins a les semifinals de la Lliga de Campions amb aquell equip amb Raúl González Blanco i el peruà Jefferson Farfán. Uns mesos després aconseguiria el seu títol a la Copa d'Alemanya, cosa que li permet participar en l'Europa League.

## El Hoffenheim (el miracle)
Ragnick va agafar l'equip disputant la 3a lliga alemanya i en 4 temporades i mitja va arribar a ascendir a la Bundesliga, la competició més important d'Alemanya. El somni de tot entrenador porta un club des-de baix i acabar a la màxima lliga del teu país.Ragnick debuta al 5 d'agost del 2006 contra el 1860 München ll, empatant 2-2.
L'1 de gener de 2011, Rangnick va dimitir com a tècnic del Hoffenheim. La venda de Luiz Gustavo al Bayern Múnic, de la qual no va ser informat, va ser la raó per la qual va abandonar el club.

## RB Leipzig
A la temporada 2015-16, va dirigir el RB Leipzig i va aconseguir ascendir-lo a la Bundesliga, encara que des del 2012 es trobava vinculat com a director esportiu del Leipzig i del Red Bull Salzburg d'Àustria, els equips de la multinacional de begudes energètiques a Europa. Posteriorment, va continuar el seu treball com a director esportiu dels dos clubs, tornant a la banqueta del RB Leipzig 2 anys després. Abans d'abandonar la banqueta, continuant la seva tasca a la direcció esportiva.

## FC Lokomotiv Moscow
El 6 de juliol del 2021, Rangnick es va incorporar al FC Lokomotiv Moscow com a director esportiu i de desenvolupament.

## Manchester united
El 29 de novembre del 2021, es va incorporar com a nou tecnic del Manchester United FC fins al final de temporada.
Arribant a una 6a posició a la Premier League, a dues posicions de disputar la competició europea.

## Seleccionador d'Àustria
El 29 d'abril del 2022, va ser presentat com a nou seleccionador d'Àustria.

## Altres triomfs
- Ascens a la Bundesliga: 2002 amb el Hannover 96.
- Subcampionat de la Bundesliga: 2005 amb el FC Schalke 04.
- Ascens a la Bundesliga: 2008 amb el TSG 1899 Hoffenheim.
- Ascens a la Bundesliga: 2016 amb el RB Leipzig.